# Rafaela Fernandes
Maria Rafaela Rodrigues Fernandes, geralmente conhecida como Rafaela Fernandes (São Pedro, Funchal), é uma advogada e política madeirense, ocupando o cargo de Secretária Regional da Agricultura e Ambiente do XIV Governo Regional da Madeira.
Em 1993 cursou Direito na Faculdade de Direito da Universidade de Lisboa, licenciando-se em 1998. Obteve pós-graduações em Estudos Europeus (1999-2001) e Direito do Consumo, pelo Centro de Direito do Consumo (2001-02), ambas pela Faculdade de Direito da Universidade de Coimbra, e Fiscalidade, pelo Instituto Superior de Administração e Gestão, em 2016.
Entre 16 de novembro de 2004 e 18 de abril de 2015 foi deputada na Assembleia Legislativa da Madeira no Grupo Parlamentar do PSD/Madeira, integrando as Comissões Especializadas Permanentes de Equipamento Social e Habitação; Saúde e Assuntos Sociais; Regimentos e Mandatos; Administração Pública, Trabalho e Emprego, a comissão de inquérito parlamentar na área da saúde e a Comissão Eventual para a revisão do Estatuto Político Administrativo da Região Autónoma da Madeira. Na disputa pela liderança do partido, apoiou Manuel António Correia.
A 20 de novembro de 2017 foi nomeada Inspetora Regional da Autoridade Regional das Atividades Económicas por despacho de Pedro Calado, então vice-presidente do Governo Regional da Madeira, efetivo a partir de 16 desse mês, substituindo no cargo Rogério Gouveia que foi nomeado director-adjunto para as Finanças da vice-presidência do Governo Regional.
Em outubro de 2019 foi nomeada presidente do conselho de administração do Serviço de Saúde da Região Autónoma da Madeira (SESARAM), cargo que ocupou até novembro de 2023, quando assumiu funções como Secretária Regional da Agricultura e Ambiente do novo Governo Regional formado após as eleições legislativas regionais de 2023. Substituiu no cargo Susana Prada e Humberto Vasconcelos numa nova secretaria regional formada pela fusão das anteriores da Agricultura e do Ambiente.
No decurso da crise política madeirense de janeiro de 2024, está a fazer a ponte entre o Governo Regional e o PAN, sendo dada como possível sucessora de Miguel Albuquerque na presidência do Governo Regional.